# Parapulex chephrenis
Parapulex chephrenis är en loppart som först beskrevs av Rothschild 1903.  Parapulex chephrenis ingår i släktet Parapulex och familjen husloppor. Inga underarter finns listade i Catalogue of Life.